# Mattias Granlund
Mattias Granlund, född 14 juni 1992 i Glommersträsk, är en svensk ishockeyspelare som spelar för IF Björklöven i Hockeyallsvenskan.